# ابراهیم بن معقل نسفی
ابراهیم بن مَعقِل بن حَجّاج نسفی با کُنیهٔ ابواسحاق (؟ - ۹۰۸م) محدث، قاضی و نویسنده خوارزمی در سدهٔ سوم هجری/نهم میلادی بود که عالِم بزرگ نسف و قاضی آن سامان شمرده می‌شود. مسند کبیر در حدیث و تفسیر از آثار اوست.